# Het oog van de duivel
Het oog van de duivel (Zweeds: Djävulens öga) is een film van de Zweedse regisseur Ingmar Bergman uit het jaar 1961.

## Verhaal
De 20-jarige domineesdochter Britt-Marie wil als maagd in het huwelijk treden. Dat is Satan een doorn in het oog en dus stuurt hij de verleider Don Juan naar de aarde om Britt-Marie tot de zonde te brengen. Ook diens dienaar Pablo mag mee. Met de hulp van Satan komen ze terecht in het ouderlijk huis van Britt-Marie. Don Juan Juan en Pablo nemen elke gelegenheid te baat om de goedgelovige vrouw van de dominee en zijn dochter te verleiden. Pablo slaagt in zijn opzet, hoewel hem dat eigenlijk verboden is.
Don Juan daarentegen wordt echt verliefd en wil met Britt-Marie trouwen. Hoewel zij daartoe bereid is, keren Don Juan en Pablo 's nacht terug naar de hel, waar de duivel hen opwacht. Marie-Britt trouwt dus als maagd met Jonas, maar uiteindelijk triomfeert Satan toch, omdat zij meteen begint te liegen. Ze beweert immers dat ze nog nooit een andere man heeft gekust, hoewel ze tegen Don Juan had gezegd dat hij al de 37ste man was die ze voor haar plezier had gekust.

## Rolverdeling
| Acteur             | Personage                           |
| ------------------ | ----------------------------------- |
| Jarl Kulle         | Don Juan                            |
| Bibi Andersson     | Britt-Marie                         |
| Stig Järrel        | Satan                               |
| Nils Poppe         | Dominee                             |
| Gunnar Björnstrand | Acteur                              |
| Gertrud Fridh      | Mevrouw Renata                      |
| Sture Lagerwall    | Pablo                               |
| Georg Funkquist    | Graaf Armand de Rochefoucauld       |
| Gunnar Sjöberg     | Markies Giuseppe Maria de Macopanza |